# Denis Donaldson
Denis Donaldson (1950, Belfast, Irlanda do Norte - 4 de Abril de 2006, Donegal, República da Irlanda) foi um membro do Exército Republicano Irlandês Provisório (IRA) e do Sinn Féin. Em Dezembro de 2005, foi revelada a sua colaboração como informador com o MI5 e o Special Branch do Serviço de Polícia da Irlanda do Norte.